# Efferia zetterstedti
Efferia zetterstedti är en tvåvingeart som först beskrevs av Jaennicke 1865.  Efferia zetterstedti ingår i släktet Efferia och familjen rovflugor.
Artens utbredningsområde är Venezuela. Inga underarter finns listade i Catalogue of Life.